# Marinko Kelečević
Marinko Kelečević (* 26. Juli 1985 in Drvar, Jugoslawien; † 23. Juli 2011 bei Belgrad, Serbien) war ein bosnischer Handballspieler, der neun Länderspiele für die bosnische Nationalmannschaft bestritt.

## Karriere
Kelečević wechselte im Jahr 2007 vom serbischen Verein PKB Belgrad zum ungarischen Erstligisten DKSE-Airport Debrecen. Mit Debrecen nahm er in der Saison 2007/08 und 2008/09 am EHF-Pokal teil. Während der Saison 2009/10 wechselte der Rückraumspieler zum Ligarivalen Ferencváros Budapest. In der Saison 2010/11 belegte Kelečević mit 147 Treffern den dritten Platz in der Torschützenliste der höchsten ungarischen Spielklasse.
Im Jahr 2011 unterzeichnete Kelečević einen Zweijahresvertrag beim slowenischen Erstligisten RK Celje. Am 23. Juli 2011 kam Kelečević kurz vor dem Trainingsauftakt bei einem Motorradunfall in der Nähe von Belgrad ums Leben.